# Kokusai Ki-76
Chiếc Kokusai Ki-76 là một kiểu máy bay cánh đơn được Lục quân Đế quốc Nhật Bản sử dụng như là máy bay liên lạc và trinh sát mục tiêu pháo binh trong Thế Chiến II. Đôi khi chúng còn được sử dụng trong vai trò chống tàu ngầm. Phe Đồng Minh đặt tên cho kiểu máy bay này là Stella.

## Thiết kế và phát triển
Vào năm 1940, Lục quân Đế quốc Nhật Bản yêu cầu Nippon Kokusai Koku Kogyo sản xuất một kiểu máy bay trinh sát mục tiêu pháo binh và liên lạc. Kết quả là kiểu Ki-76 chịu ảnh hưởng và trông tương tự như chiếc Fieseler Fi 156 "Storch" của Đức, cho dù không phải là một bản sao chính xác.
Giống như chiếc Storch, Ki-76 là một kiểu máy bay cánh đơn có cánh đóng cao và bộ càng đáp cố định không xếp được. Tuy nhiên, thay vì trang bị kiểu cánh nắp có rãnh như chiếc máy bay Đức, Ki-76 lại được trang bị kiểu cánh nắp Fowler, cũng như loại động cơ bố trí hình tròn Hitachi Ha-42 thay cho loại động cơ thẳng hàng Argus As 10 trên chiếc Storch.
Chuyến bay đầu tiên diễn ra vào tháng 5 năm 1941. Chiếc nguyên mẫu Ki-76 được cho là thành công khi được đánh giá so sánh với một chiếc Fi-156 kiểu mẫu, và được yêu cầu đưa vào sản xuất dưới tên gọi Máy bay Chỉ huy Liên lạc Lục quân Kiểu 3 vào tháng 11 năm 1942.

## Lịch sử hoạt động
Chiếc Ki-76 phục vụ với vai trò máy bay trinh sát mục tiêu pháo binh và máy bay liên lạc cho đến hết chiến tranh. Những chiếc Ki-76 còn được sử dụng như là máy bay chống tàu ngầm, hoạt động từ tàu sân bay hộ tống Akitsu Maru của Lục quân Nhật, được trang bị móc hãm và mang theo hai bom chống ngầm 60 kg (132 lb).

## Các nước sử dụng
Nhật Bản
- Lục quân Đế quốc Nhật Bản

## Đặc điểm kỹ thuật (Ki-76)

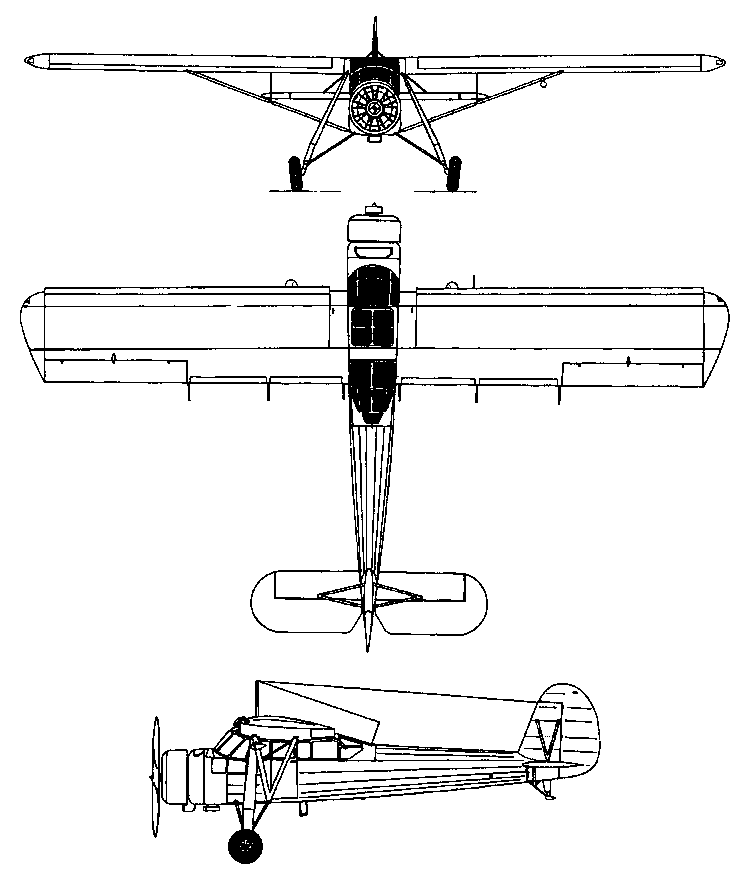
Kokusai Ki-76

Tham khảo: Encyclopedia of Military Aircraft

### Đặc tính chung
- Đội bay: 02 người (phi công & trinh sát viên)
- Chiều dài: 9,65 m (31 ft 4 in)
- Sải cánh: 15,00 m (49 ft 2 in)
- Chiều cao: 2,90 m (9 ft 6 in)
- Diện tích bề mặt cánh: 29,40 m² (316,46 ft²)
- Trọng lượng không tải: 1.110 kg (2.447 lb)
- Trọng lượng cất cánh tối đa: 1.623 kg (3.571 lb)
- Động cơ: 1 x động cơ Hitachi Ha-42 9 xy lanh bố trí hình tròn làm mát bằng không khí, công suất 310 mã lực (231 kW)

### Đặc tính bay
- Tốc độ lớn nhất: 178 km/h (96 knot, 111 mph)
- Tầm bay tối đa: 750 km (405 nm, 466 mi)
- Trần bay: 5.630 m (18.470 ft)

### Vũ khí
- 1 x súng máy 7,7 mm (0,303 in) gắn trên buồng lái phía sau
- 2 x mìn 60 kg (132 lb) trên một số phiên bản chống tàu ngầm

## Nội dung liên quan

### Máy bay tương tự
- Fieseler Fi 156
- Kobeseiko Te-Go
- Meridionali Ro.63
- Westland Lysander

### Trình tự thiết kế
Ki-67 - Ki-70 - Ki-74 - Ki-76 - Ki-77 - Ki-78 - Ki-78

### Danh sách liên quan
- Danh sách máy bay trong Chiến tranh Thế giới II
- Danh sách máy bay chiến đấu
- Danh sách máy bay quân sự Nhật Bản